# Union de Lublin
 (août 2016).
Si vous disposez d'ouvrages ou d'articles de référence ou si vous connaissez des sites web de qualité traitant du thème abordé ici, merci de compléter l'article en donnant les références utiles à sa vérifiabilité et en les liant à la section « Notes et références ».

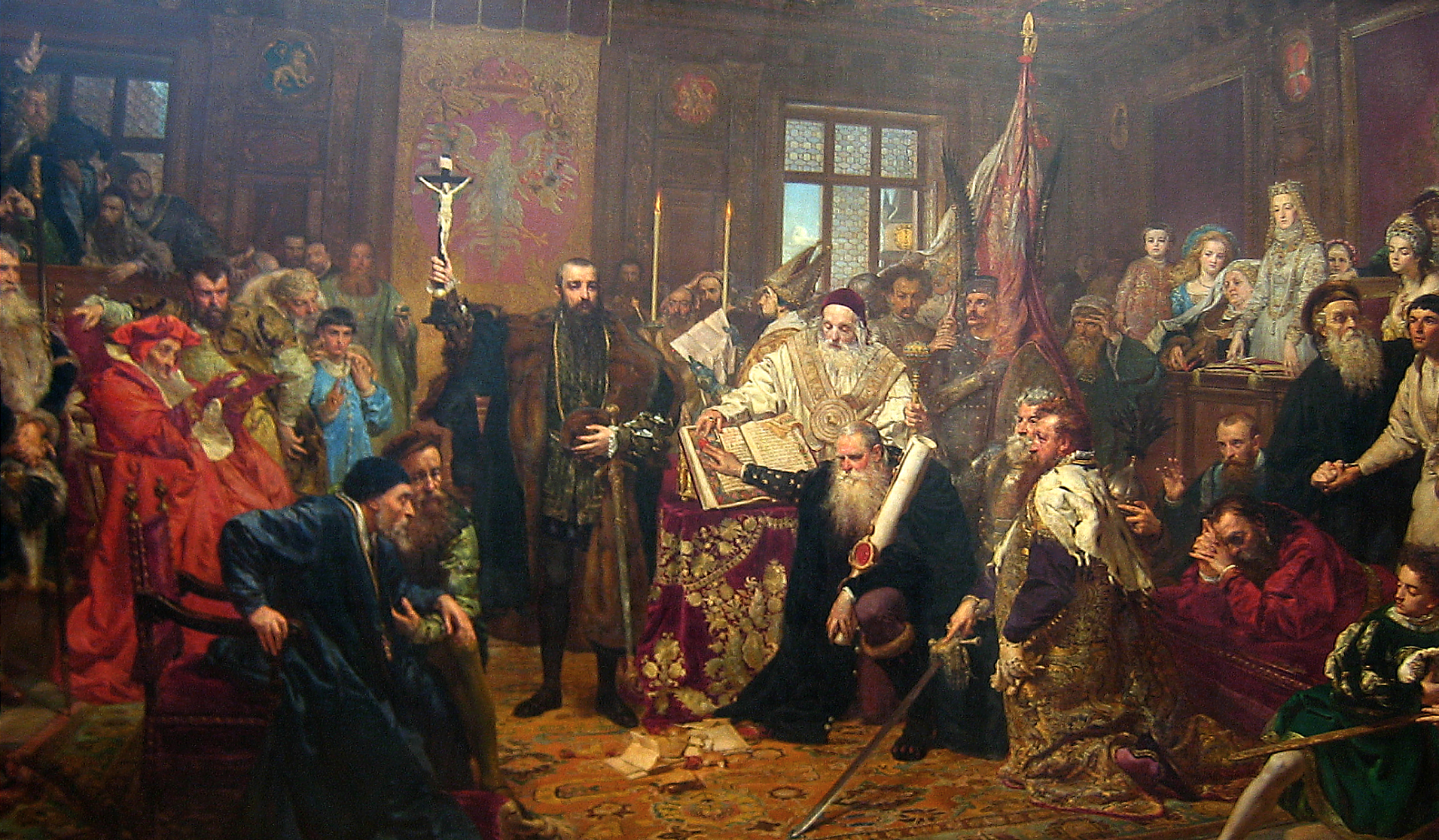
L’union de Lublin
peint par Jan Matejko.

L’union de Lublin (en lituanien : Liublino unija ; polonais : Unia lubelska ; ukrainien : Люблінська унія) est un traité politique signé le 1er juillet 1569 à Lublin (Pologne), qui unit le royaume de Pologne et le grand-duché de Lituanie en un seul État, la république des Deux Nations, État dirigé par une monarchie élective.

## Historique
Ce traité définit les devoirs du roi de Pologne et du grand-duc de Lituanie, et les droits du Sénat et du Parlement (en polonais : le Sejm ; traduit en français par « Diète de Pologne »). Il est une étape évolutionniste dans l'union de Pologne-Lituanie, nécessité par la position dangereuse de la Lituanie dans les guerres avec la Russie.

Constituant un événement majeur dans l'histoire de plusieurs nations, l'union de Lublin a été regardée tout à fait différemment par beaucoup d'historiens. Les historiens polonais se concentrent sur son aspect positif, soulignant sa création paisible et volontaire et son rôle positif dans l'avancée de la culture polonaise. Les historiens lituaniens sont plus critiques, faisant remarquer le rôle dominant de la Pologne. Les historiens russes, et plus encore biélorusses et ukrainiens, soulignent qu'en dépit, ou à cause, du rôle qu'elle a donné à la noblesse, la République n'a en rien soulagé l'oppression des paysans. 

Armoiries de la Rzeczpospolita Szlachecka.

## Contexte
De nombreuses et longues discussions ont été nécessaires pour signer le traité. Les magnats lituaniens avaient peur de perdre une partie de leur pouvoir, l'union leur conférant désormais un statut égal à celui de la petite noblesse, beaucoup plus nombreuse. Cependant la Lituanie avait à faire face à la menace d'une défaite dans la guerre de Livonie contre la Russie moscovite, et risquait tout simplement d'être envahie. La szlachta (noblesse polonaise), quant à elle, hésitait à offrir de l'aide à la Lituanie, sans recevoir de contrepartie.

## Le Sejm de 1569
En janvier 1569, la Diète se réunit à proximité de Lublin. Voyant que les magnats lituaniens ne sont pas décidés à signer le traité, le roi décide l'incorporation à la Pologne des territoires méridionaux de Lituanie : la Podlachie, la Volhynie, la Podolie et la région de l'ancienne Rus' de Kiev à l'ouest du Dniepr (cette dernière forme alors à elle seule plus de la moitié de l'Ukraine actuelle et une partie significative du territoire lituanien). Son aristocratie est majoritairement russe et ses populations sont orthodoxes et non serves à la différence des populations polonaises. Le 28 juin, les dernières objections sont surmontées, et l'acte est signé par Sigismond II le 4 juillet.

## Conséquences militaires

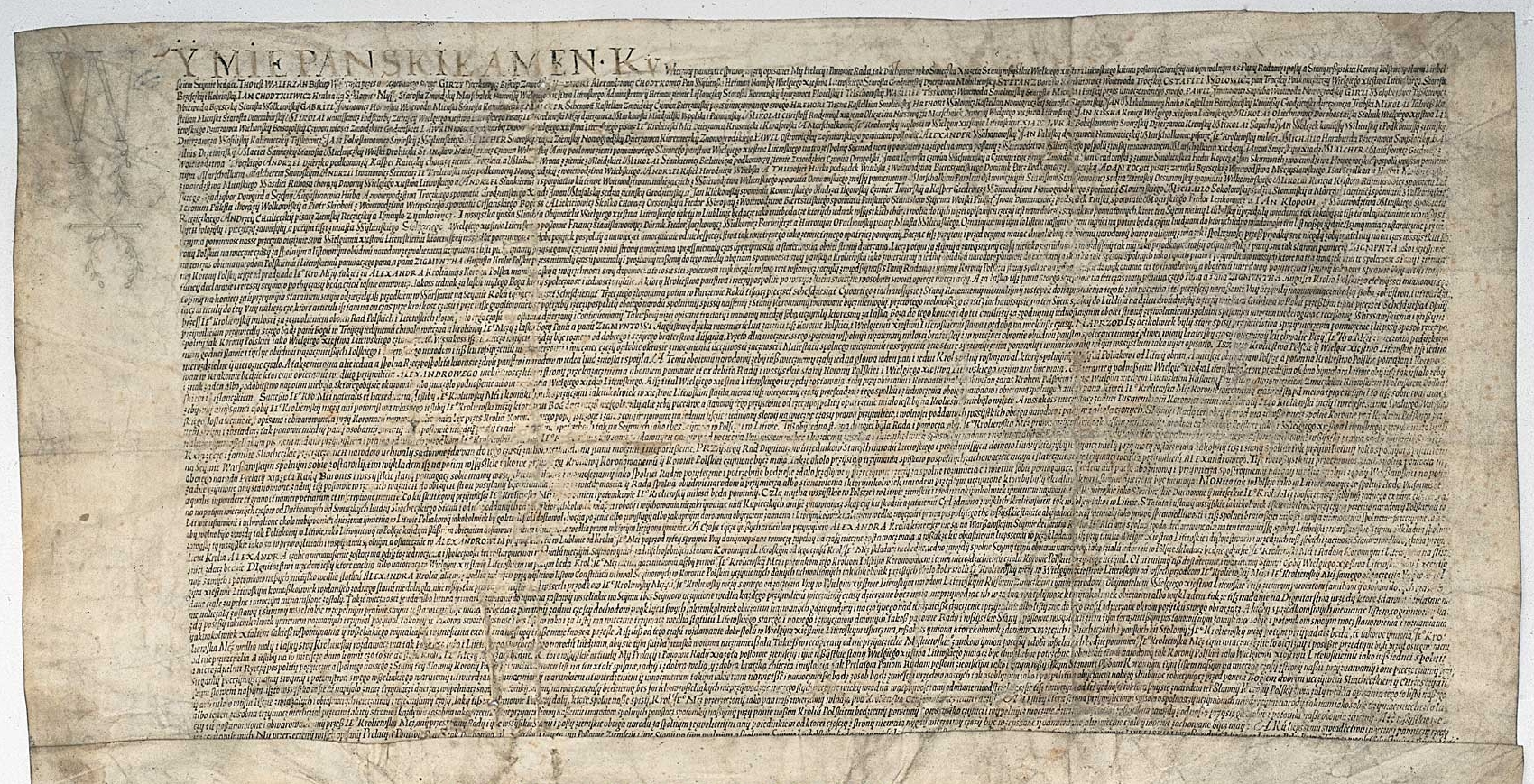
Le document.

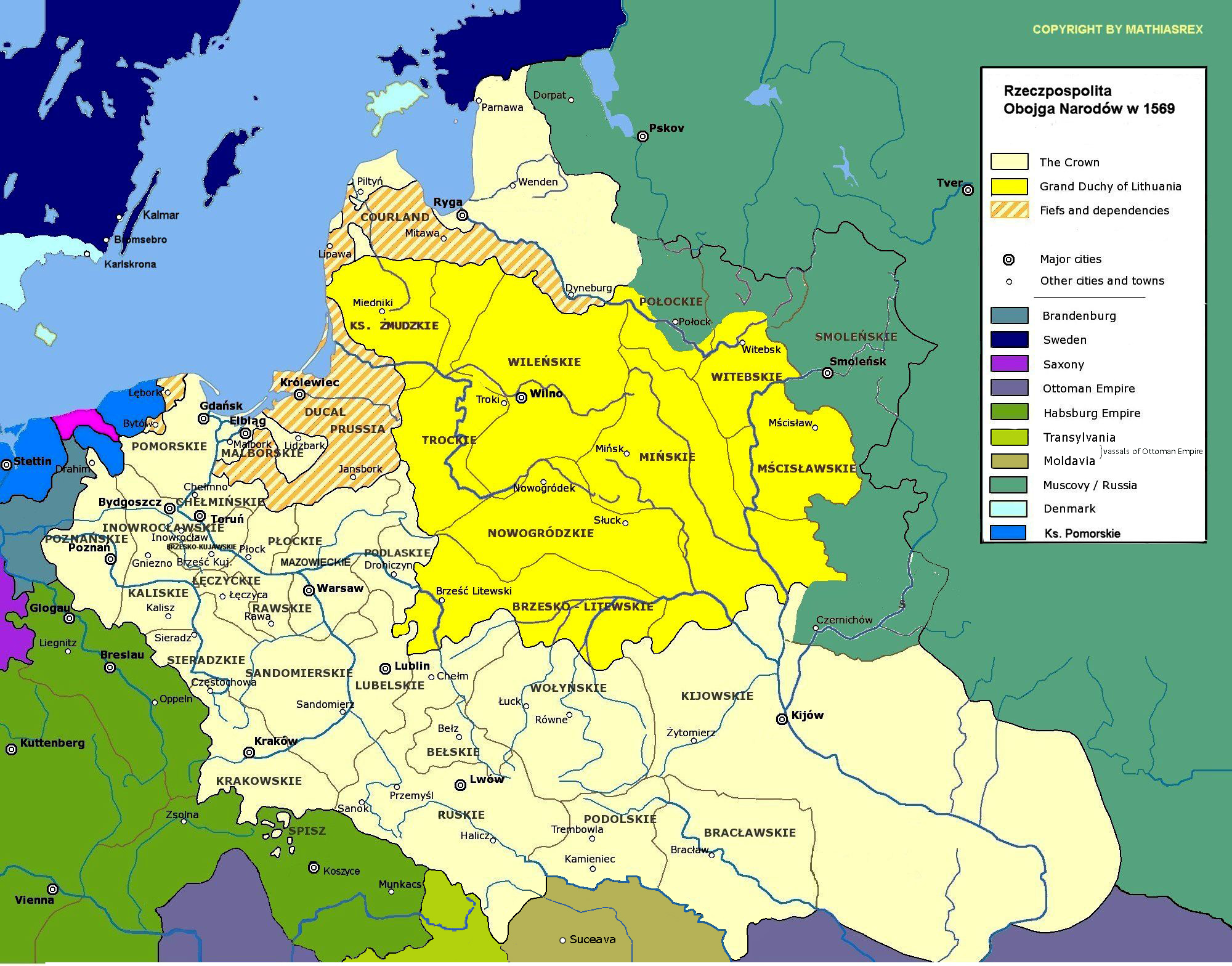
Rzeczpospolita en 1569.

La Pologne fournit l'aide militaire dans cette guerre après l'union des deux États, mais ne rend pas les territoires précédemment annexés. La Lituanie reconnaît son incorporation à la Pologne.

## Conséquences politiques
L'union de Lublin est à la fois le plus grand accomplissement de Sigismond II et son plus grand échec. Même si le plus grand État d'Europe ainsi créé va durer plus de deux cents ans, Sigismond ne peut mener à bien les réformes qui auraient dû créer un système politique efficace. En tentant d'équilibrer le pouvoir des magnats avec celui de la szlachta, il espère imposer la monarchie. Cependant, bien que tous les nobles aient été, selon la loi, égaux dans la république, le pouvoir politique des magnats n'est pas significativement affaibli. Vers la fin de la République, ceux-ci parviennent souvent à monnayer le moindre soutien, et le pouvoir royal perd peu à peu son autorité. Pendant que les États voisins continuent à évoluer vers la monarchie absolue, forte et centralisée, la République glisse dans la liberté dorée, vers l'anarchie politique[réf. nécessaire][pas clair]. Ce qui conduit finalement à sa perte est bien l'existence même de l'union de Lublin[réf. nécessaire]. Si chacun des deux États membres conserve des degrés significatifs d'autonomie — sa propre armée, sa trésorerie, ses lois et ses administrations — les députés polonais sont plus nombreux (dans une proportion de trois contre un) que leurs homologues lituaniens, ce en raison de la différence de taille de population. Bien que théoriquement égaux, la Pologne, plus grande et plus attractive culturellement, domine la Lituanie.
Les acteurs de l'union de Lublin ont prévu que la Lituanie et la Pologne nouent des liens étroits, mais cela n'a pas été tout à fait le cas. Le deuxième statut de Lituanie de 1566 n'entre pas en vigueur alors même que certaines de ses provisions différent substantiellement des actes de l'union de Lublin[pas clair]. Par la suite, le troisième statut de Lituanie adopté en 1588 contredit encore l'union de Lublin sur de nombreux points.
Par conséquent, la noblesse polonaise considère ces statuts de Lituanie comme étant inconstitutionnels. En effet, à la signature de l'union de Lublin, il a été convenu qu'aucune loi ne pourrait entrer en conflit avec la loi de l'union. Au contraire, les statuts de Lituanie déclarent inconstitutionnelles les lois de l'union qui leur sont contradictoires. Les statuts de Lituanie sont aussi utilisés dans les territoires de Lituanie annexés par la Pologne peu de temps avant l'union de Lublin. Ces conflits juridiques persistent pendant plusieurs années en Lituanie et en Pologne.
Les efforts entrepris pour limiter le pouvoir des magnats lituaniens (en particulier la famille des Sapieha), et pour unifier les lois de l'union, conduisent au mouvement koekwacja praw, qui connaît son apogée dans les réformes koekwacja de 1697 (mai-juin) et est confirmé dans le Sejm général de avril 1698 par le document Porządek sądzenia spraw w Trybunale Wielkiego Księstwa Litewskego.

## Conséquences culturelles

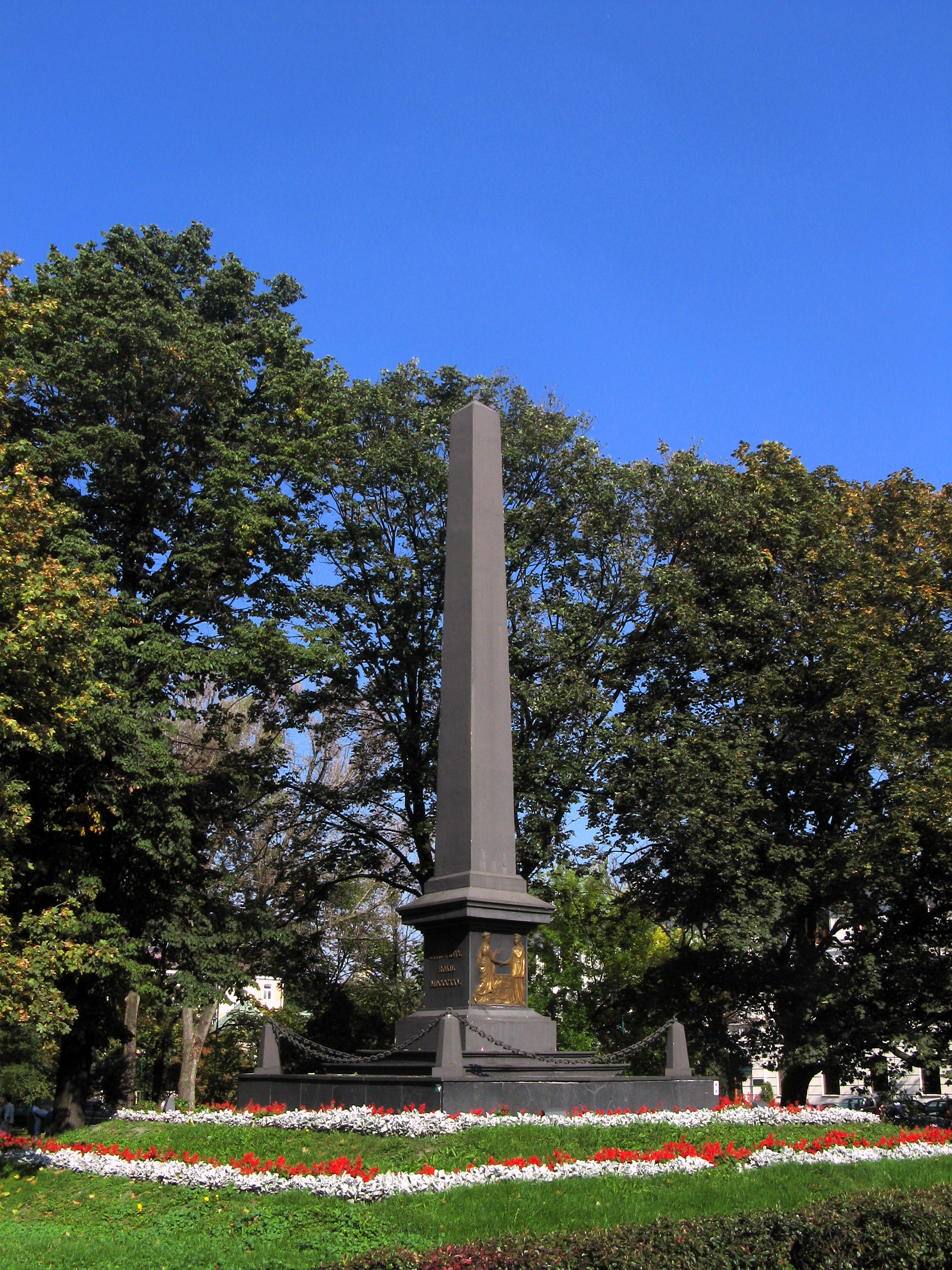
Monument commémorant l'Union de Lublin, sur la place de Lituanie à Lublin.

Après la signature de l'union, les nobles lituaniens ont les mêmes droits formels que leurs homologues polonais pour gouverner les pays et sujets sous leur domination[pas clair]. Mais faire progresser la politique dans une union majoritairement catholique est une tout autre affaire.
Au niveau de la vie culturelle et sociale, la noblesse russe, autrefois majoritairement russophone et de religion chrétienne orthodoxe, adopte à la fois le polonais et le catholicisme (cf. Polonisation). Mais les gens du peuple, surtout les paysans, dont la situation était aussi aggravée par un asservissement rapide (puisque la Szlachta avait colonisé le territoire russe), continuent à parler dans leurs propres langues et à pratiquer le christianisme orthodoxe. Ceci crée finalement un fossé important entre les classes sociales populaires et la noblesse dans les régions lituaniennes et russes de l'union. Quelques magnats russes essaient de résister à la « polonisation » (comme les Ostrogsky) en adhérant ouvertement au christianisme orthodoxe, et en faisant des donations généreuses aux Églises orthodoxes russes et aux écoles russes. Mais de génération en génération, la « polonisation » se fait de plus en plus pressante, et finalement presque toute la noblesse russe est « polonisée ».
L'union de Lublin est suivie par la constitution polonaise du 3 mai 1791, lorsque le roi Stanisław August Poniatowski, sous le nom de Stanislas II de Pologne, transforme l'union fédérale en un État unitaire. Cependant, cette constitution n'entre pas en vigueur dans sa totalité.
Les révoltes cosaques et les interventions étrangères conduisent à la partition de l'union par la Russie, la Prusse et l'Autriche-Hongrie, en 1795. L'union de Lublin n'existe plus temporellement, tandis que l'union de Kėdainiai de 1655 est toujours en vigueur.
L'union de Lublin crée le plus vaste État dans l'histoire de l'Europe avant l'avènement de l'Union européenne au XXe siècle, à l'exception des empires  romain et Byzantin, français, carolingien, russe et du IIIe Reich allemand. De nombreux historiens considèrent également que l'union de Lublin a créé un État semblable à l'Union européenne actuelle, étant ainsi un précurseur du traité de Maastricht (de même pour l'union de Kalmar, les quelques actes de l'Union des îles Britanniques et d'autres traités semblables). D'ailleurs, ces actes de l'Union créèrent un État constitué de pays beaucoup plus liés entre eux que l'UE actuelle.

## Sources
- (en) Cet article est partiellement ou en totalité issu de l’article de Wikipédia en anglais intitulé « Union of Lublin » (voir la liste des auteurs).